# Klang
Klang ou anteriormente conhecida como Kelang( Jawi: كلاڠ<; Tamil: கிள்ளான்; Chinês: 巴生) .É a cidade real e município do Estado de Selangor na Malásia.A cidade já foi a capital do estado de Selangor antes da existência de Kuala Lumpur e Shah Alam.Fica numa distância de 32 km a oeste da capital Kuala Lumpur.